# Ferhat Abbas

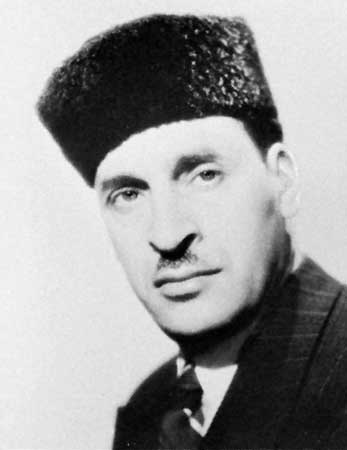
Ferhat Abbas

Ferhat Mekki Abbas (arabisch فرحات عباس Zentralatlas-Tamazight ⴼⵔⵃⴰⵜ ⵄⴱⴱⴰⵙ Ferḥat Ɛebbas; * 24. August 1899 in Taher, Algerien; † 24. Dezember 1985 in Algier) war ein algerischer Freiheitskämpfer und Politiker. Anfangs setzte er sich als moderater Politiker für eine Gleichstellung der Algerier mit den Franzosen innerhalb des französischen Staatsverbands ein. Da er aber seine Ideen nicht verwirklichen konnte, trat er 1956 während des Algerienkriegs zur Nationalen Befreiungsfront (Front de Libération Nationale, FLN) über, die militärisch für die Unabhängigkeit des Landes kämpfte. Er amtierte von 1958 bis 1961 mit kurzer Unterbrechung als erster Präsident der Provisorischen Regierung und von 1962 bis 1963 als Präsident der algerischen Nationalversammlung.

## Leben

### Abstammung und frühe Laufbahn
Ferhat Abbas wurde in der Ortschaft Bouafroune (Kreis Chahna), 12 km südlich von Taher (in der heutigen Kommune Ouadjana, in der Provinz Jijel) am 24. August 1899 in eine wohlhabende kabylische Bauernfamilie, von 12 Kindern, als Sohn eines lokalen Stammesnotablen (Qaid) geboren. Sein Vater hatte aufgrund seiner Verdienste das Kreuz der Ehrenlegion verliehen bekommen. In Philippeville (heute Skikda), wo er seit 1909 das Lycée absolvierte, und in Constantine erhielt Abbas eine französischsprachige schulische Ausbildung und war anschließend drei Jahre lang im Sanitätsdienst der französischen Armee tätig. Daraufhin besuchte er die Universität in Algier und bildete sich an dieser Hochschule zum Apotheker aus. Zu seinen weiteren Studienfächern gehörten u. a. Literatur und Geschichte. Danach arbeitete er als Apotheker in Sétif und baute sich dort eine starke politische Basis auf. Er ließ sich in den Stadtrat von Sétif und später in Constantine in den Generalrat wählen.

### Moderater Nationalist
Bereits zu Beginn seiner politischen Karriere agitierte Ferhat Abbas unter anderem in Buchform für eine Assimilation der algerischen Bevölkerung in die französische Nation und die europäische Kultur. Er wollte die Gleichberechtigung der algerischen Moslems erreichen, zu welchem Zweck die Franzosen ihre Kolonialbestrebungen aufgeben sollten. Diese Ansicht vertrat er etwa in seinem Buch Le Jeune Algérien (1931). Zusammen mit dem gemäßigt-nationalistischen Politiker Mohammed Saleh Bendjelloul leitete er die 1927 gegründete, für moderate Reformen eintretende Fédération des élus indigènes. Am 7. Juni 1936 nahm er am ersten Congrès musulman algérien teil, mit dessen Mandat er am 23. Juli 1936 für Gespräche nach Paris kam und den nach Léon Blum und Maurice Viollette benannten Blum-Viollette-Plan befürwortete. Dieser sah für eine relativ kleine Anzahl von etwa 20.000 bis 30.000 assimilierten algerischen Muslimen das vollwertige französische Bürgerrecht vor; doch scheiterte dieser Vorschlag am Widerstand von in Algerien lebenden französischen Siedlern. Enttäuscht davon, dass sich seine Ideen nicht verwirklichen ließen, gründete Abbas 1938 die Union Populaire Algérienne (UPA), die sich für eine völlige Gleichstellung von Franzosen und Algeriern und die Bewahrung der algerischen Kultur und Sprache einsetzte.
Zu Beginn des Zweiten Weltkrieges meldete sich Abbas 1939 freiwillig für den Sanitätsdienst in der französischen Armee. Er war jedoch mit dem Vichy-Regime unzufrieden und ebenso mit der Haltung des französischen Generals Henri Giraud, der zwar algerische Moslems zum militärischen Engagement in Kriegszeiten aufrief, aber kein Ohr für deren Reformwünsche hatte. Im Februar 1943 kritisierte Abbas in seinem Manifest des algerischen Volkes den französischen Kolonialismus und verlangte das Selbstbestimmungsrecht für die Algerier. Im Mai 1943 verfasste er ein detailliertes Zusatzdokument zu seinem Manifest. Darin trat er für ein autonomes Algerien innerhalb des französischen Staatsverbandes ein. Seine Reformvorschläge fanden jedoch nicht die Zustimmung Frankreichs.
Zusammen mit dem algerischen Arbeiterführer Messali Hadj bildete Abbas im März 1944 eine viel Anklang findende Einheitsfront muslimischer Nationalisten (Amis du manifeste et de la liberté, AML), die sich für eine lockerere Anbindung eines autonomen Algerien an Frankreich aussprach. Die Reformen von Charles de Gaulle gingen den Nationalisten nicht weit genug. Im Mai 1945 brachen in Sétif und dessen Nachbarregion blutige Unruhen gegen die Kolonialmacht aus, die zum Verbot der AML führten. Abbas wurde unter Hausarrest gestellt; auch durfte seine Zeitung Égalité nicht mehr erscheinen. Nach seiner Amnestierung war er 1946 ein Mitbegründer der Partei Union Démocratique du Manifeste Algérien (UDMA), die weiterhin für die Ziele seines Manifestes eintrat. Ferner wurde er Mitglied der zweiten verfassungsgebenden Nationalversammlung Frankreichs.

### Rolle im Unabhängigkeitskampf
Seit 1948 gehörte Ferhat Abbas dem algerischen Parlament an und war Führer der gemäßigten algerischen Nationalisten. Als die in Kairo gegründete Nationale Befreiungsfront (Front de Libération Nationale, FLN) im November 1954 mit der Eröffnung des Algerienkriegs den bewaffneten Kampf zur Erlangung der Unabhängigkeit des Landes von Frankreich begann, rief Abbas zunächst zur Ruhe auf. Er floh aber schließlich im April 1956 nach Kairo und schloss sich der FLN an. Dabei vertrat er die Überzeugung, dass nur der FLN zur Befreiung Algeriens befähigt war. Im August 1956 wurde er Mitglied des Comité National de la Révolution Algérienne (CNRA), reiste von Kairo in die Schweiz, hielt sich danach längere Zeit in Tunis auf und leitete von 1956 bis 1958 auch die Öffentlichkeitsarbeit der FLN.
Die FLN setzte Abbas am 18. September 1958 als Ministerpräsident der provisorischen algerischen Exilregierung ein, die ihren Sitz zuerst in Kairo und seit Mai 1959 in Tunis hatte. Abbas trat für neue Verhandlungen mit de Gaulle ein. Die Gespräche in Melun (Juni 1960) blieben ebenso erfolglos wie jene in Évian-les-Bains (Mai 1961) und Lugrin, wobei die Souveränität über die Sahara den Hauptstreitpunkt bildete. Abbas’ Fähigkeiten als Diplomat brachten aber internationale Anerkennung für die algerischen Unabhängigkeitsbestrebungen. Im Januar 1961 nahm Abbas an einer in Casablanca abgehaltenen Konferenz sieben afrikanischer Staaten teil, bei der über die Ausformulierung einer afrikanischen Charta beraten wurde. Mit König Hassan II. von Marokko unterzeichnete er im Juli 1961 ein Abkommen zur Beilegung von Grenzkonflikten nach dem Ende des Algerienkriegs. Er musste aber im August 1961 von seinem Posten als Präsident der algerischen Exilregierung zurücktreten und wurde durch Benyoucef Benkhedda ersetzt, der am 19. März 1962 den in den Verträgen von Évian ausgehandelten Waffenstillstand mit Frankreich verkündete, wodurch der Algerienkrieg zu einem Ende kam.

### Provisorisches Staatsoberhaupt; Inhaftierung; späteres Leben
Nach Frankreichs Anerkennung der Unabhängigkeit Algeriens im Juli 1962 wurde Abbas am 25. September 1962 zum Präsidenten der algerischen verfassungsgebenden Nationalversammlung und provisorischen Staatsoberhaupt gewählt. Er vertrat einen islamischen Modernismus, der sich an westlich-demokratischen Vorstellungen mit politischem Pluralismus orientierte. Dem von Ministerpräsident Ahmed Ben Bella verfochtenen autoritären Einparteiensystem stand Abbas sehr ablehnend gegenüber. Aus Protest gegen die von der FLN ausgearbeitete Verfassung, an deren Erstellung die verfassungsgebende Nationalversammlung nicht beteiligt wurde, trat er am 14. August 1963 als Präsident dieser Versammlung zurück. Er wurde aus der FLN ausgeschlossen, am 18. August 1964 als Gegner Ben Bellas verhaftet und in Adrar unter Hausarrest gestellt. Nachdem Houari Boumedienne im Juni 1965 Ben Bella durch einen Militärputsch gestürzt hatte, kam Abbas frei und kehrte nach Algier zurück, blieb aber der Politik fortan fern.
Im März 1976 unterzeichnete Abbas mit Benkhedda und anderen einen „Neuen Appell an das algerische Volk“, in dem er die Politik der Regierung Boumedienne sowie den Mangel an demokratischen Institutionen kritisierte und für eine Einstellung der Konflikte zwischen den Maghreb-Staaten eintrat. Erneut wurde der Hausarrest über Abbas verhängt, den erst Präsident Chadli Bendjedid 1979 aufheben ließ. Danach lebte Abbas in Kouba und kritisierte in seinem 1984 veröffentlichten Werk L’indépendance confisquée (Die beschlagnahmte Unabhängigkeit) die Politik von Ben Bella und Boumedienne. Es wurde in Frankreich herausgegeben, aber nicht in Algerien verbreitet. Trotz seiner Missbilligung der damaligen Politik seines Heimatlands verlieh ihm Chadli Bendjedid im November 1984 die Médaille de Résistance (Widerstandsmedaille). Dies kam einer offiziellen Rehabilitierung gleich. Abbas starb am 24. Dezember 1985 im Alter von 86 Jahren in Algier und wurde in Anwesenheit einer Delegation der FLN auf dem Friedhof Cimetière d’El Alia unweit von Boumedienne und anderen bedeutenden Persönlichkeiten Algeriens beigesetzt.

## Schriften
- Le Jeune Algérien: de la colonie vers la province („Der junge Algerier: Von der Kolonie zur Provinz“), 1931
- Guerre de Révolution d’Algérie: La Nuit coloniale („Algerischer Unabhängigkeitskrieg: Die Kolonialnacht“), Memoiren, 1962
- Autopsie d’une guerre („Autopsie eines Krieges“), 1980
- L’indépendance confisquée, 1984